# Melikgjuch
Melikgjuch – wieś w Armenii, w prowincji Aragacotn. W 2011 roku liczyła 999 mieszkańców.